# Schlacht bei Gestilren
Die Schlacht bei Gestilren fand am 17. Juli 1210 an einem heute nicht lokalisierbaren Ort in Nordeuropa statt.
Die Schlacht war ein bedeutendes Ereignis im Rahmen des Machtkampfes der Geschlechter Eriks und Sverkers um die schwedische Königskrone. Der aus Schweden vertriebene und zwei Jahre vorher in der Schlacht von Lena besiegte König Sverker der Jüngere Karlsson kehrte 1210 mit einem dänischen Heer nach Schweden zurück, um den regierenden König Erik Knutsson zu stürzen. Bei dem heute nicht mehr lokalisierbaren Ort Gestilren trafen die beiden Heere aufeinander. Das dänische Heer wurde besiegt und Sverker der Jüngere Karlsson fiel. 
Es existiert ein kirchliches Rechenschaftsbuch, das über 50 Jahre ein Dorf Gestilren in der heutigen Gemeinde Enköping in Uppland führte. Dieses Dorf soll nach einer Theorie später mit dem heutigen Dorf Gästre vereinigt worden sein. Eine andere Theorie besagt, Gestilren sei in Västergötland gelegen.